# Grindaknívur

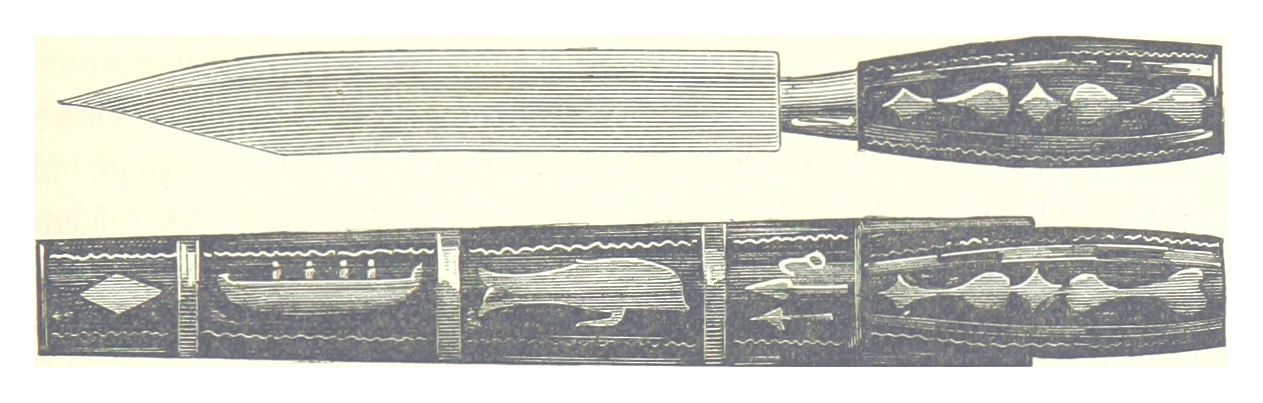
Grindaknívur

Das Grindaknívur (färöisch, wörtlich Grindwal-Messer) ist ein Jagdmesser der Färinger beim Grindwalfang. 

## Beschreibung
Das Grindaknívur hat einen Griff von 12 bis 15 Zentimetern Länge und eine 18–20 Zentimeter lange Klinge. In der Praxis des Grindadráp auf den Färöern hat sich erwiesen, dass größere Messer (und andere Waffen) nicht nur kraftraubend sind, sondern die Tiere unnötig quälen würden.  

## Anwendung
Das Grindaknívur dient sowohl der Durchtrennung des Rückenmarks auf Höhe der Halswirbel, um einen schnellen Tod des Wales herbeizuführen, als auch dem Zerlegen des Tieres. Dabei wird das Messer durch den Tran besonders fettig, so dass der Jäger im Umgang mit dem Messer zusätzlich gefordert wird. Hochwertige Ausfertigungen des Grindaknívur haben daher Griffmulden für die Finger, um ein Abrutschen zu vermeiden.